# George Coșbuc Főgimnázium (Kolozsvár)
A George Coșbuc Főgimnázium (románul: Colegiul Național George Cosbuc) középfokú oktatási intézmény Kolozsváron, a város egyik legrégebbi román tanítási nyelvű oktatási középiskolája. A Petőfi (Avram Iancu) utca és a Tordai út sarkán áll, címe Avram Iancu utca 70-72. szám. Az intézmény a legkorábbi alapítású román nyelvű leánygimnázium Erdélyben; 1919. szeptember 1-jén jött létre. Története során számos névváltoztatáson ment keresztül.

## Története
Az iskola épületében eredetileg az első kolozsvári leánygimnázium, az 1880-ban alapított Felsőbb Leányiskola működött, melynek első igazgatója De Gerando Antonina volt, utolsó igazgatója pedig Mársits Rozina, "akit annyira megviselt az iskola románok általi átvétele, hogy aznap meghalt". "A tanári kar megtagadta a hűségesküt a román vezetésnek, de ezzel sem akadályozhatták meg, hogy az iskola felvegye a Regina Maria Leánylíceum nevet".
1919. szeptember 1-jén alapították Liceul de fete “Regina Maria” (’Mária Királyné Leánygimnázium’) néven; alapításakor ez volt az első és egyetlen lánygimnázium Erdélyben, amelyben román nyelven folyt a tanítás. A Petőfi utcai főépületet Bubeliny Samu (1894–1930) tervezte. 1959-ben vette fel a George Coșbuc nevet az 1866 és 1918 között élt híres erdélyi román költőről és műfordítóról. 1974-ben az iskola német szekcióval bővült, ezzel az oktatás a román mellett német nyelven is folyik.

## Híres tanárok és diákok
A kollégium egykori diákjai között számos ismert román személyiség gyermeke található meg. Az oktatási intézményben, illetve valamelyik jogelődjében tanult többek között Maria Agârbiceanu, aki Ion Agârbiceanu (1882–1963) akadémikus író, költő és görögkatolikus pap lánya, valamint Dorli Blaga, Lucian Blaga (1895–1961) filozófus, újságíró, költő és író lánya. Az egykori leányiskola keretei között folytatta tanulmányait továbbá Ileana Ghibu, Onisifor Ghibu (1883–1972) akadémikus, pedagógus gyereke, de Maria Lepădatu vagy Lia Pușcariu, Sextil Pușcariu (1877–1948) nyelvész, filológus leánya is itt tanult.